# Kamen Rider Gotchard
Kamen Rider Gotchard (仮面ライダーガッチャード, Kamen Raidā Gatchādo?) es el título de la 34° temporada de la franquicia Kamen Rider, que es producida por Toei Company y se estrenó en TV Asahi el 3 de septiembre del 2023. El eslogan de la temporada es "¡Aprovechalo! ¡El mayor Gotcha!" (つかめ！最高さいこうのガッチャー!」, Tsukame! Saikō nō Gatchā!?)

## Argumento
Hōtarō Ichinose es un estudiante de la preparatoria Furasu. Un día, Hōtarō descubre que debajo de las instalaciones de la escuela hay una escuela secreta para alquimistas en formación y conoce al alquimista Fūga Kudō, quien le confía el Gotchard Driver que le permite transformarse en Kamen Rider Gotchard, con la tarea de recuperar los Chemy, formas de vida artificiales creadas con alquimia que se liberaron en la naturaleza hace 10 años y, si no se controlan, pueden transformarse en monstruos llamados Malgam cuando son corrompidos por la malicia humana.
La hija de Fuga, Rin'ne, una estudiante de la Academia de Alquimia, ayuda a Hōtarō en su tarea de recuperar los Chemy. Spanner Kurogane, un graduado de la academia que ve a los Chemy como nada más que herramientas y se transforma en Kamen Rider Valvarad, también recibió la tarea de recuperar los Chemy y es rival de Hōtarō, que quiere hacerse amigo de ellos. Se enfrentan a la oposición de las Tres Hermanas Oscuras: Atropos, Clotho y Lachesis, que pretenden utilizar los Chemy para sus propios fines.

## Personajes

### Riders
- Hōtarō Ichinose (一ノ瀬 宝太郎, Ichinose Hōtarō?)/Kamen Rider Gotchard (仮面ライダーガッチャード  Kamen Raidā Gatchādo?): Es un joven alquimista de secundaria. Hōtarō es un hijo filial que ayuda a su madre a dirigir su restaurante familiar, pero no tiene idea de lo que quiere hacer en la vida. Utiliza la cocina del restaurante para crear platos originales, y está buscando algo que solo él mismo pueda hacer.[1]
- Rin'ne Kudō (九堂 りんね, Kudō Rin'ne?)/Kamen Rider Majade (仮面ライダーマジェード, Kamen Raidā Majēdo?): Es una estudiante de secundaria y miembro de la Academia de Alquimia. Geryon la usó como modelo para crear a Atropos. Su padre, Fuga, era un gran alquimista, pero tiene sentimientos encontrados porque robó una tarjeta Chemy administrada por la escuela hace 10 años. [2]Durante los eventos de la película crossover Kamen Rider the Winter Movie: Gotchard & Geats Strongest Chemy ★ Gotcha Great Operation, ella se reúne con su padre Fuga en el mundo de los sueños donde él le confía el cinturón AlchemisDriver (アルケミスドライバー, Arukemisudoraibā) y el Anillo del Gran Alquimista (ハイアルケミストリング, Hai Arukemisuto Ringu) , otorgándole la capacidad de transformarse en Kamen Rider Majade (仮面ライダーマジェード, Kamen Raidā Majēdo). Sin embargo, después de su primera transformación, Rinne pierde el acceso a sus poderes de Rider hasta que salva a Atropos del Cerberus Malgam. Utilizando las cartas químicas Unicon y The Sun Ride junto con el AlchemisDriver y el High Alchemist Ring, Rinne puede transformarse en Kamen Rider Majade Sununicorn (サンユニコーン, San'yunikōn). Mientras está transformada, obtiene capacidades de manipulación de la alquimia. Después del sacrificio de Atropos, Rinne adquiere el cinturón Majesty Driver (マジェスティードライバー, Majesutī Doraibā ) y el Promise Alchemist Ring (プロミスアルケミストリング, Puromisu Arukemisuto Ringu) , que puede usar junto con las tarjetas Chemy Twilight Unicon y Twilight The Sun Ride. transformarse en su forma definitiva; Kamen Rider Twilight Majade (仮面ライダートワイライトマジェード, Kamen Raidā Towairaito Majēdo). Mientras está transformada, adquiere fotoquinesis y umbraquinesis.
- Supana Kurogane (黒鋼 スパナ, Kurogane Supana?)/Kamen Rider Valvarad (仮面ライダヴァルバラド?  Kamen Raidā Varubarado): Es un graduado de la Academia de Alquimia, es un alquimista de clase A enviado por la organización superior para recuperar los Chemys. Es un guerrero de élite que cree que los Chemys no son más que herramientas creadas por seres humanos.[3]Sus padres, Renchi (レンチ) y Suzu (スズ) , eran alquimistas que fueron asesinados por Geryon 10 años antes de los eventos de la serie. Después de aceptar su pasado y lograr evitar convertirse en un peón involuntario de los planes de Geryon, Supana crea su propio Anillo de Alquimista (アルケミストリング, Arukemisuto Ringu ) para honrar el sacrificio de sus padres, aunque tiende a luchar solo contra sus oponentes. Al darse cuenta del horror de la reacción de la población en general ante la existencia de los Chemies, Supana intenta absorberlos en una carga autodestructiva contra los Reyes Oscuros, pero Houtaro lo detiene antes de que el plan pueda llevarse a cabo. Al perder el ValvaraDriver y darse cuenta de lo bajo que había caído, su renovada resolución de luchar junto a la Academia de Alquimistas le permite restaurar su cinturón en el ValvaraDriver Kurogane.
- Sabimaru Tsuruhara (鶴原 錆丸, Tsuruhara Sabimaru?)/Kamen Rider Dread I (仮面ライダードレッド, Kamen Raidā Doreddo?): Un alquimista inteligente que asiste a la misma clase de alquimia que Rin'ne. Él es extremadamente misántropo, pero ama mucho a los Chemies. Es muy tímido e incapaz de hablar con claridad en una conversación, a menudo murmura o habla en voz baja, casi un susurro. Debido a esto, Sabimaru a menudo depende de una IA llamada Isaac para comunicarse con sus compañeros de estudios debido a su ansiedad social. Tiende a entrar en pánico si Isaac está desconectado porque necesita cargar la batería, ya que esto dificulta la comunicación entre sus compañeros y es un inconveniente cuando ocurre una emergencia. Más tarde, Sabimaru fue seleccionado por las Tres Hermanas Oscuras para convertirse en Kamen Rider Dread como conejillo de indias.[4]
- Minato (ミナト?)/Kamen Rider Dread II (仮面ライダードレッド, Kamen Raidā Doreddo?): Es un profesor en la escuela secundaria Furasu y en la Academia de Alquimia. En su apariencia de profesor de historia, Minato se presenta a sí mismo como un profesor relajado y algo poco serio ante sus alumnos. Sin embargo, como actual instructor de la Academia de Alquimia, Minato es un maestro severo y sensato que respeta en gran medida las reglas de dicha Academia y, como tal, difícilmente tolera nada que pueda alterar el equilibrio del mundo.[5]También fue alumno de Geryon antes de presenciar el asesinato de otros estudiantes, incluido el mejor amigo de Minato, Daiki Suzuya (錫屋 大輝, Suzuya Daiki). Cuando Geryon finalmente hace su movimiento y se revela como el maestro de las Tres Hermanas Oscuras en el presente, Minato se infiltra uniéndose a su lado mientras se convierte en el cuarto Kamen Rider Dread, para salvar a sus estudiantes actuales de sufrir destinos similares ni convertirse en otro de los peones de Geryon detrás de escena. Una vez que finalmente supera su culpa de sobreviviente, Minato deja a Geryon y regresa al lado de sus estudiantes.
- Fūga Kudō (九堂 風雅, Kudō Fūga?)/Kamen Rider Wind (仮面ライダーウインド, Kamen Raidā Uindo?): fue un alquimista sobresaliente, pero desapareció del mapa luego de un incidente con la pérdida de una tarjeta Chemy hace 10 años. En realidad, estaba protegiendo a los Chemy de las Tres Hermanas Oscuras, pero fue acorralado y confió el Gotchardriver a Hōtarō. Se revela después que hace diez años, Fuga descubrió la terrible ambición de Geryon de abrir "la Puerta de la Oscuridad" usando el Gotchardriver en desarrollo y robar las Ride Chemy Cards. [6]Un homúnculo de Fuga aparece para ayudar a los Kamen Riders como Kamen Rider Wind (仮面ライダーウインド, Kamen Raidā Uindo) antes de ser asesinado por Geryon por los Chemies en su posesión, un segundo homúnculo de Fuga es asesinado por Clotho en su escondite, y un tercero ayuda a Houtaro y Rinne a viajar a una línea de tiempo futura alternativa antes de desaparecer. Después de la derrota de Geryon, el nombre de Fuga ha sido limpiado, y actualmente está reconciliado con Rinne, quien ahora jura superar su nivel.
- Geryon (グリオン, Gurion?)/Kamen Rider Eld (仮面ライダーエルド, Kamen Raidā Erudo?):: Es un alquimista malvado y el cerebro detrás de las actividades de las Tres Hermanas Oscuras. Geryon era un homúnculo defectuoso creado por capricho de los Reyes Oscuros. Se desconoce cuánto tiempo pasó antes de que Geryon pareciera haber trabajado con Fuga Kudo y su hija Rinne Kudo por un tiempo, pero debido a esa experiencia, Geryon gradualmente desarrolló sentimientos extremos, lo que lo impulsó a crear las Tres Hermanas Oscuras. Geryon también fue profesor de la Academia de Alquimistas y exmiembro de la Unión de Alquimistas. Hace diez años, Geryon le lavó el cerebro a los altos mandos de la Unión de Alquimistas para que creyeran que Fuga Kudo era un traidor que huyó con los Chemies. Su objetivo principal es abrir la "Puerta de la Oscuridad" para revivir a Gigist. Un individuo sádico y malicioso, está obsesionado con convertir todo en oro. Considera a las personas como simples peones en sus retorcidos experimentos, manipulándolas y explotándolas sin el más mínimo remordimiento. Las Tres Hermanas Oscuras le sirven, pero él también las trata como prescindibles. Del mismo modo, los Malgams son meras herramientas para su curiosidad morbosa, creadas para probar el poder de los Chemies.[7]Más tarde se convierte en el sexto Kamen Rider Dread mientras usa a los Chemies para formar un pacto con los Reyes Oscuros, solo para ser arrastrado y absorbido por Germain después de ser derrotado por Houtaro. Sin embargo, Geryon regresa más tarde después de la derrota de Germain a manos de Houtaro y sus amigos. Después de rescatar todas las piezas de la Piedra Filosofal de los Reyes Oscuros, se prepara para transformar el Planeta Tierra en oro, pero Gotchard deshace sus daños para crear una copia del planeta Tierra, donde Geryon muere al ser derrotado por el joven Rider y el resto de los Chemies, al mismo tiempo que se gana un respeto hacia la belleza de la química de Houtaro.

### Aliados
- Hopper1 (ホッパー1ワン, Hoppā Wan?): es un insecto Chemy y uno de los principales aliados de Hōtarō Ichinose. Hopper1 es ruidoso y enérgico, pero no puede participar en el habla humana y solo se le escucha gritar su propio nombre.
- Tamami Ichinose (一ノ瀬 珠美, Ichinose Tamami?): es la madre de Hōtarō y administradora del restaurante Kitchen ICHINOSE, luego de que su esposo y padre de Hōtarō los dejó para viajar al extranjero en busca de aventuras.
- Renge Icho (銀杏 蓮華, Ichō Renge?): Una alquimista de Kansai que asiste a la misma clase de alquimia que Rin'ne. Su familia no está bien y quiere facilitar la vida de su madre, por lo que Renge decidió convertirse en un alquimista para crear "oro" a través de la alquimia.
- Kyoka Edami (枝見 鏡花, Edami Kyōka?): Es una alquimista y mentor de Supana Kurogane. Kyoka se presenta como una mecánica bromista que también fomenta la individualidad. Al igual que su alumno, Kyoka ve a los Chemys en general como una herramienta, pero a diferencia de Supana, que cree que los Chemys sólo existen para ser utilizados, Kyoka cree que los Chemyd también deben ser cuidados para maximizar su beneficio.

### Villanos
- Gigist (ギギスト, Gigisuto?): Es el creador de los Chemies y un homúnculo demoníaco que fue sellado detrás de la Puerta de la Oscuridad. Gigist habla con voz tranquila y digna, y sus palabras y acciones demuestran claramente su gran inteligencia. Se autodenomina "la verdadera inteligencia de la humanidad" y elogia a la persona cuando intenta resistirse a él. Si bien otorga a sus oponentes el poder que buscan, nunca los obliga a usarlo; sin embargo, tampoco le importa si la persona vivirá o morirá después de haberles imbuido de su poder. Después de la derrota inicial de Geryon, Gigist se convierte en el primero de su especie en salir de la Puerta de la Oscuridad, creando transformaciones improvisadas de Malgam y apuntando a la Piedra Filosofal dentro de Houtaro. Después de obligar a Gotchard a matar a Hopper1 Malgam por piedad, sus acciones conducen a la aparición de Nijigon y a que los 101 Chemies sean recuperados por la Unión de Alquimistas, lo que lo obliga a reunirse con sus camaradas por desesperación. Es destruido por Valvarad Kurogane.
- Germain (ジェルマン, Jeruman?): Es el fundador de la alquimia y un homúnculo demoníaco que quedó sellado detrás de la Puerta de la Oscuridad hasta resurgir tras la primera derrota de Gigist. Germain cree que convertir a toda la humanidad en Malgams es el camino evolutivo correcto para los humanos y los Chemies, y exige el regreso de los Chemies. También afirma amar a los humanos incluso si eso significa torturarlos, explotarlos o mutilarlos de maneras extremadamente sádicas y morbosas. Germain inicialmente absorbió a Geryon en su cuerpo tras su derrota ante Houtaro, pero en algún momento después de salir de la Puerta de la Oscuridad, Atropos aprovecha su derrota ante los Kamen Riders para restaurar a Geryon, haciéndolo a costa de la existencia de Germain. Su posición es asumida por Geryon, así como su capacidad para generar Golem.
- Gaelijah (ガエリヤ, Gaeriya?): Es una usuaria de astrología y un homúnculo demoníaco que fue sellada detrás de la Puerta de la Oscuridad hasta resurgir después de la primera derrota de Gigist. Gaelijah tiene una personalidad cruel y despiadada, y usa una voz femenina educada que desprende una cualidad algo impersonal. A diferencia de otros, Gaelijah no muestra interés en los Chemies, solo se preocupa por sus poderes astrológicos. Sin embargo, Gaelijah todavía desprecia a los humanos, llamándolos "moscas", incluso si estos son alquimistas poderosos. En el clímax de la historia, Gaelijah logra hacer que la gente común reconociera la existencia de la alquimia y el Kamen Rider, lo que causó considerables problemas a la Academia de Alquimistas. Luego usa a Rinne y Atropos para convertir a esta última en Quimera, pero Geryon manipula todo el proceso de creación de Quimera con sus propios poderes. Enfurecida, Gaelijah decide matar a Rinne para interrumpir el proceso, cumpliendo su promesa a Majade, Atropos bloquea el golpe fatal para Rinne provocando su muerte. Rinne luego se enoja y se fusiona con Atropos para convertirse en Twilight Majade y derrota a Gaelijah. En sus últimos momentos de vida, Gaelijah no puede entender por qué no pudo predecir los movimientos de Twilight Majade, ni por qué Rinne se resiste a su destino en lugar de aceptarlo.
- Atropos (アトロポス, Atoroposu?): La primera hija de las Tres Hermanas Oscuras, un grupo misterioso que utiliza la alquimia para el mal y trabaja detrás de escena. Maliciosa y siniestra, puede que parezca y actúe como una niña pequeña, pero manipula una poderosa alquimia. Y no dudará en utilizarla para controlar, destruir y explotar a las personas en experimentos, considerándolo algo que ella describe como “divertido”. También parece tener una extraña obsesión hacia Rinne y su padre Fuga, afirmando ser un viejo amigo suyo y que Fuga es el que quería reclamar el poder de la Puerta de la Oscuridad para sí mismo. Inicialmente dedicada a Geryon debido a las circunstancias detrás de su creación, fue descartada por su creador después de que logró sus objetivos, y finalmente se sacrificó para proteger a Rinne del ataque de Gaelijah. Antes de morir, Atropos le dijo a Rinne que estaba celosa de ella por tener un padre amoroso. A pesar de su muerte, su espíritu pudo intervenir ayudando a Twilight Majade y contrarrestando la predicción de Gaelijah, lo que resultó en la muerte de la Rey Oscura femenina.
- Clotho (クロトー, Kurotō?): Es la segunda de las Tres Hermanas Oscuras. Es violenta y se enoja rápidamente, ya que no duda ante nada para destruir a sus enemigos. A diferencia de Lachesis, que elige a los anfitriones de Malgam basándose en sentimientos negativos no resueltos, Clotho prefiere elegirlos en función de los crímenes que ya cometieron, cuanto más graves, mejor. Aunque se dedicó a Geryon y a la causa de los Reyes Oscuros, Clotho entró en conflicto con su interés personal después de que Lachesis desertara a la Academia de Alquimistas y Atropos cayera lentamente en la locura. Al ver a sus hermanas morir a manos de los mismos superiores a los que servía, Clotho se lanza a un ataque suicida contra Kamen Rider Eld, pero falla y muere a manos de su creador.
- Lachesis (ラケシス, Rakeshisu?): Es la tercera de las Tres Hermanas Oscuras. Utiliza una alquimia especial que se activa por el tono del arpa. Lachesis se muestra sádica, se deleita con el sufrimiento de los demás y disfruta luchar contra oponentes, sonriendo y riéndose mientras intenta matar o herir a su presa. Ella encuentra "hermosa" la desesperación de los demás, mostrando signos de ser una maníaca total que obtiene placer al causar dolor. Después de desertar de Geryon y sus hermanas para unirse a Houtaro y su grupo, Lachesis muestra una actitud más tranquila y amistosa. Después de la derrota de Gigist, Lachesis captura a Eldoragon que tenía la Piedra Filosofal dejado por Gigist, pero Geryon la mata. Entre lágrimas, revela que lo que deseaba saber más una vez que se volviera completamente humana era "el amor", confesando implícitamente sus sentimientos a Supana. Luego falleció en sus brazos después de imaginar un escenario sobre su cita con Supana como humana. A diferencia de Atropos, su cuerpo no desapareció después de su muerte, lo que implica que se volvió completamente humana, como lo afirmó un afligido Supana.

### Otros personajes
- Ho-Oh Kaguya Quartz (鳳桜・カグヤ・クォー, Hōō Kaguya Kwōtsu?)/Kamen Rider Legend (仮面ライダーレジェンド?  Kamen Raidā Rejendo): Es un hombre misterioso de un universo alternativo que apareció por primera vez en el especial exclusivo de la web Kamen Rider Gotchard vs. Kamen Rider Legend. Habiendo sido rescatado por Kamen Rider Decade cuando era niño, Kaguya sigue los pasos de su salvador al diseñar su propio Rider System para convertirse en Kamen Rider Legend y convoca a Houtaro para ayudar a mejorar este último como un Kamen Rider adecuado. Después de derrotar a Gengetsu, Kaguya devuelve a Houtaro a su mundo después de que los dos comienzan a reconocer las fortalezas del otro.
- Licht Kugimiya (釘宮 リヒト Kugimiya Rihito?): Un inspector de la Unión de Alquimistas y el principal antagonista de la película crossover Kamen Rider the Winter Movie: Gotchard & Geats Strongest Chemy ★ Gotcha Great Operation. En realidad, es un hombre antiguo a quien Ace Ukiyo derrotó en un DGP anterior hace 2000 años. Después de su humillante derrota, estudió alquimia para lograr la inmortalidad y prepararse para su venganza. Cuando Fuga descubrió las conspiraciones dentro de la Unión de Alquimistas, antes de liberar inmediatamente a los Chemies una década después, Kugimiya encontró y usó a X Wizard como un peón para su plan. Finalmente es derrotado por Star Gotchard y GeatsIX, después de lo cual Minato lo pone bajo la custodia de la autoridad. La forma inicial de Kugimiya se fusiona con X Wizard en el Wizard Malgam. Después de absorber la Química Geats, asume una forma de monstruo al estilo Kamen Rider GeatsIX conocida como Geats Killer (ギーツキラー, Gītsu Kirā ). Las acciones de Kugimya tuvieron repercusiones en la trama posterior de la serie: Rinne posee a Unicon y al Sol, y en ese momento, perdió su capacidad de transformarse y realizar alquimia. Así mismo, se produjo de manera temporal el cierre de la Academia de Alquimistas y la Unión de Alquimistas decidió eliminar a los estudiantes.
- Gengetsu (ゲンゲツ Gengetsu?): Es uno de los cuatro de élite de Hundred de un universo alternativo que aparece exclusivamente en el especial exclusivo de la web Kamen Rider Gotchard vs. Kamen Rider Legend. Inicialmente ordenando a su ejército de Kasshine contra Kaguya, Gengetsu se transforma en Kamen Rider Barlckxs para luchar personalmente contra Gotchard y Legend hasta que fue derrotado por ellos, jurando que su general lo vengaría en el futuro.

## Lista de Episodios
1. ¡Entendido! ¡Hopper1! (ガッチャ！ホッパー1！, Gatcha! Hoppā Wan!?)[8]
2. ¡Persecución, alquimia, Skebows! (追跡、錬金、スケボーズ！, Tsuiseki, Renkin, Sukebōzu!?)[9]
3. Bushido, Encontrado (ブシドー、見つけたり。, Bushidō, Mitsuketari?)[10]
4. Laberinto Antroopers (ントルーパー・ラビリンス, Antorūpā Rabirinsu?)[11]
5. ¡Quemar! ¡Luchar! ¡Wrestler G! (燃えよ！ 斗たたかえ！ レスラーG！, Moeyo! Tatakae! Resurā Ji!?)[12]
6. Súper Clase A ☆ Estrella retorcida (超A級☆ネジれスター, Chō A-kyū ☆ Nejire Sutā?)[13]
7. Adiós Saboneedle (さよならサボニードル, Sayonara Sabonīdoru?)[14]
8. Gran vínculo (グレイトなきずな, Gureito na Kizuna?)[15]
9. ¡Corre a Kioto! ¡Viaje de estudios! (ダッシュで京都！修学旅行！, Dasshu de Kyōto! Shūgakuryokō!?)[16]
10. ¡Kioto en llamas! ~ Amor Triste: Incidente de Chemy Thunder ~ (炎の京都！〜悲恋・ケミー雷電事件〜, Honō no Kyōto! 〜Hiren Kemī Raiden Jiken〜?)[17]
11. ¡Atrapar! ¿¡Un espía!? ¿¡Rider descalificado!? (キャッチ！スパイだ！？ライダー失格！？, Kyatchi! Supaida!? Raidā Shikkaku!??)[18]
12. ¡Trazador de líneas fugitivo! ¡Rider Oscuro! (暴走ライナー！暗黒ライダー！, Bōsō Rainā! Ankoku Raidā!?)[19]
13. ¡Devuélvelo! Amistad × ¡Para siempre! (とりもどせ！ユージョー×フォーエバー！, Torimodose! Yūjō × Fōebā!?)[20]
14. ¡Mordiendo a Rex! Peligroso X (パクっとレックス！ キケンなエックス, Pakutto Rekkusu! Kiken'na Ekkusu?)[21]
15. ¡Aprovecha lo feliz! ¡Brilla, Gotchalibur! (掴めハッピー！ 輝けガッチャリバー！, Tsukame Happī! Kagayake Gatcharibā!?)[22]
16. ¡Navidad en crisis! El incidente de Orochi (クライシスXmasクリスマス！オロチ事変, Kuraishisu Kurisumasu! Orochi Jihen?)[23]
17. Mensajero de la luna (ムーンブレイク・メッセンジャー, Mūnbureiku Messenjā?)[24]
18. ¡Corre! ¡Señor del fuego evolutivo! (駆け抜けろ！進化のファイヤーロード！ Kakenukero! Shinka no Faiyārōdo!?)[25]
19. ¡El amanecer de Rinne! ¡Transforma Majade! (りんねの夜明け！ 変身・マジェード！, Rin'ne no Yoake! Henshin Majēdo!?)[26]
20. Ángel sonriente, broma ridícula (微笑む天使エンジェル、笑えぬ真実ジョーク, Hohoemu Enjeru, Waraenu Jōku?)[27]
21. ¡Guerrero loco! ¡Valvarad la Llama Negra! (マッドウォリアー！黒炎のヴァルバラド！, Maddo Woriā! Kokuen no Varubarado!?)[28]
22. ¡El amor es un sable! De repente una historia de Chemy (愛は刃サーベル！ケミー・ストーリーは突然に, Ai wa Sāberu! Kemī Sutōrī wa Totsuzen ni?)[29]
23. Zukyun siempre en mi corazón (いつも心にズッキュンを, Itsumo Kokoro ni Zukkyun o?)[30]
24. ¡Giro repentino! ¡Rider de acero prohibido! (急転直下！禁断の鋼鉄ライダー！, Kyūtenchokka! Kindan no Kōtetsu Raidā!?)[31]
25. El error de un joven maestro (若きセンセイの過ち, Wakaki Sensei no Ayamachi?)[32]
26. Frustrar la malicia, el viento negro azabache (悪意をハバム、漆黒の風ウインド, Akui o Habamu, Shikkoku no Uindo?)[33]
27. ¡Entendido! ¡Grasshopper! (ガッチャ！クロスホッパー！, Gatcha! Kurosuhoppā!?)[34]
28. Bero Bero ¡Extraño! El regreso a casa de Renge (ベロベロ怪奇！蓮華の里帰り, Berobero Kaiki! Renge no Satogaeri?)[35]
29. El pueblo esta llorando (この村は泣いている, Kono Mura wa Naite iru?)[36]
30. ¿¡Llega un rival!? Gotcha y Julieta (ライバル参上！？ガッチャとジュリエット, Raibaru Sanjō!? Gatcha to Jurietto?)[37]
31. Dos personas en la oscuridad, confiando el uno en el otro (暗闇のふたり、互いを信じて。, Kurayami no Futari, Tagai o Shinjite?)[38]
32. ¡Aparece el Gran Rey! El dilema de las muñecas (現る大王！人形たちのジレンマ, Arawaru Daiō! Ningyō-tachi no Jirenma?)[39]
33. ¿Rider legendario? ¡100 años demasiado pronto! (伝説レジェンドライダー？100年早いな！, Rejendo Raidā? Hyakunen Hayai na!?, Arawaru Daiō! Ningyō-tachi no Jirenma)[40]
34. ¡Sólo uno! Todos los caminos conducen a la belleza (オンリーワン！すべての道はゴージャスに通ツーず, Onrīwan! Subete no Michi wa Gōjasu ni Tsūzu?)[41]
35. ¡Magnífico tiempo! Legendario nunca termina (ージャスタイム！レジェンダリーは終わらない, Gōjasu Taimu! Rejendarī wa Owaranai?)[42]
36. ¡El origen de los Chemies! Entiendo ahora (ケミーの起源！我は理解する, Kemī no Kigen! Ware wa Rikai suru?)[43]
37. Hopper1 y el tesoro (ホッパー1とたからもの, Hoppā Wan to Takaramono?)[44]
38. Sobre el arcoiris (虹の彼方に, Niji no Kanata ni?)[45]
39. ¡Te tengo completo! ¡Clímax 101! (ガッチャ完了！クライマックス101！, Gatcha Kanryō! Kuraimakkusu Hyakku-ichi!?)[46]
40. ¡El mal desciende! Los tres veces más grandes reyes oscuros (邪悪降臨！三倍偉大な冥黒王, Jaaku Kōrin! San-bai Idaina Meikokuō?)[47]
41. ¡Rastro de Dios, Gracia del Arco Iris! (神の模造品トレース、虹の祝福グレイス！, Kami no Torēsu, Niji no Gureisu!?)[48]
42. ¡Busquemos! Los pensamientos del 102 y del hermano (レッツ捜索！102体目と兄の想い, Rettsu Sōsaku! Hyakku-ni Tai-me to Ani no Omoi?)[49]
43. ¿¡Amor, tristeza e IA!? El poder de borrar el odio (愛・哀・AI！？ 憎しみを消す力, Ai • Ai • Ē Ai!? Nikushimi o Kesu Chikara?)[50]
44. Cuando los recuerdos profundos se abren (ディープな記憶が開くとき, Dīpuna Kioku ga Hiraku Toki?)[51]
45. ¡Un encuentro fatídico, una unión de amor y odio! (運命の出会い、愛憎分岐点ジャンクション！, Unmei no Deai, Aizō Jankushon!?)[52]
46. Astrología negra, el juramento de Kurogane (黒き占星、黒鋼の宣誓, Kuroki Sensei, Kurogane no Sensei?)[53]
47. ¡Gran enfrentamiento! Hōtarō contra Supana (大激突！宝太郎VSスパナ, Dai Gekitotsu! Hōtarō Tai Supana?)[54]
48. Dile adiós al anochecer (黄昏トワイライトにさよならを, Towairaito ni Sayonara o?)[55]
49. ¡Guerrero de metal! El Valvarad plateado (メタルウォリアー！白銀のヴァルバラド, Metaru Woriā! Shirogane no Varubarado?)[56]
50. ¡Esta es mi y tu CHEMY×STORY (キミと僕のCHEMY×STORY, Kimi to Boku no Kemisutorī?)[57]

### Películas
- Kamen Rider Gotchard: The Future Daybreak (映画 仮面ライダーガッチャード　ザ・フューチャー・デイブレイク, Eiga Kamen Raidā Gatchādo: Za Fūchā Deibureiku?): Estrenada el 26 de julio de 2024

## Reparto
- Hōtarō Ichinose: Junsei Motojima
- Rin'ne Kudō: Reiyo Matsumoto
- Supanna Kurogane: Yasunari Fujibayashi
- Sabimaru Tsuruhara: Rikiya Tomizono
- Minato: Rikuto Kumaki
- Fūga Kudō: Kanji Ishimaru
- Glion: Kenta Kamakari
- Hopper1: Misato Fukuen
- Tamami Ichinose: Yoko Minamino
- Renge Ichō: Oto Abe
- Kyoka Edami: Saki Fukuda
- Gigist: Ryōtarō Okiayu
- Germain: Kohei Amasaki
- Gaelijah: Ayasa Ito
- Atropos: Itono Okita
- Clotho: Kanon Miyahara
- Lachesis: Arisa Sakamaki
- Narrador, voz del GotcharDriver Voice: Katsuyuki Konishi

## Temas musicales

### Tema de entrada
- "CHEMY×STORY"
  - Letra: Shokō Fujibayashi
  - Música Hi-yunk (BACK-ON)
  - Intérprete: BACK-ON

## Producción
La marca comercial fue registrada por Toei Company el 22 de mayo del 2023.